# Guany (antena)

Diagrama que il·lustra com es defineix el guany isòtrop. Els eixos representen la densitat de potència en watts per metre quadrat. és el patró de radiació d'una antena directiva, que irradia una densitat de potència màxima de watts per metre quadrat a una distància determinada de l'antena. La bola verda és el patró de radiació d'una antena isòtropa que irradia la mateixa potència total, i és la densitat de potència que irradia. El guany de la primera antena és S/Siso. Com que l'antena directiva irradia la mateixa potència total dins d'un petit angle al llarg de l'eix z, pot tenir una intensitat de senyal més alta en aquesta direcció que l'antena isòtropa i, per tant, un guany superior a u.

En electromagnètica, el guany d'una antena és un paràmetre de rendiment clau que combina la directivitat de l'antena i l'eficiència de la radiació. El terme guany de potència ha estat obsolet per IEEE. En una antena de transmissió, el guany descriu com de bé l'antena converteix la potència d'entrada en ones de ràdio dirigides en una direcció especificada. En una antena receptora, el guany descriu com de bé l'antena converteix les ones de ràdio que arriben des d'una direcció especificada en energia elèctrica. Quan no s'especifica cap direcció, s'entén que el guany fa referència al valor màxim del guany, el guany en la direcció del lòbul principal de l'antena. Una gràfica del guany en funció de la direcció s'anomena patró d'antena o patró de radiació. No s'ha de confondre amb la directivitat, que no té en compte l'eficiència de radiació d'una antena.
El guany o "guany absolut" es defineix com "La relació entre la intensitat de radiació en una direcció determinada i la intensitat de radiació que es produiria si la potència acceptada per l'antena fos radiada isotròpicament". Normalment aquesta relació s'expressa en decibels respecte a un radiador isòtrop (dBi). Una definició alternativa compara la potència rebuda amb la potència rebuda per una antena dipol de mitja ona sense pèrdues, en aquest cas les unitats s'escriuen com a dBd. Com que una antena dipol sense pèrdues té un guany de 2,15 dBi, la relació entre aquestes unitats és {\displaystyle \mathrm {Gain(dBd)} \approx \mathrm {Gain(dBi)} -2.15}. Per a una freqüència determinada, l'àrea efectiva de l'antena és proporcional al guany. La longitud efectiva d'una antena és proporcional a l'arrel quadrada del guany de l'antena per a una freqüència i resistència a la radiació particulars. A causa de la reciprocitat, el guany de qualsevol antena en rebre és igual al seu guany en transmetre.

## Guany
El guany és una mesura sense unitat que multiplica l'eficiència de radiació d'una antena {\displaystyle \eta } i directivitat D:
{\displaystyle G=\eta D}

## Eficiència de la radiació
L' eficiència de la radiació {\displaystyle \eta } d'una antena és "La relació entre la potència total radiada per una antena i la potència neta acceptada per l'antena del transmissor connectat".
{\displaystyle \eta ={P_{R} \over P_{O}}}
Una antena de transmissió és subministrada amb energia per una línia de transmissió que connecta l'antena a un transmissor de ràdio. La potència acceptada per l'antena {\displaystyle P_{O}} és l'alimentació subministrada als terminals de l'antena. Les pèrdues anteriors als terminals de l'antena es tenen en compte per factors separats de desajust d'impedància que, per tant, no s'inclouen en el càlcul de l'eficiència de la radiació.

## Guany en decibels
Els números publicats per al guany de l'antena gairebé sempre s'expressen en decibels (dB), una escala logarítmica. A partir del factor de guany G, es troba el guany en decibels com:
{\displaystyle G_{\text{dBi}}=10\log _{10}\left(G\right).}
Per tant, una antena amb un guany de potència màxim de 5 es diria que té un guany de 7 dBi. S'utilitza dBi en lloc de només dB per emfatitzar que aquest és el guany segons la definició bàsica, en què l'antena es compara amb un radiador isòtrop.
Quan un laboratori fa les mesures reals del guany d'una antena, la força de camp de l'antena de prova es mesura quan es subministra, per exemple, 1 watt de potència del transmissor, a una certa distància. Aquesta intensitat de camp es compara amb la força de camp que es troba utilitzant una anomenada antena de referència a la mateixa distància que rep la mateixa potència per tal de determinar el guany de l'antena a prova. Aquesta relació seria igual a G si l'antena de referència fos un radiador isòtrop (irad).
Tanmateix, no es pot construir un autèntic radiador isòtrop, de manera que a la pràctica s'utilitza una antena diferent. Sovint serà un dipol de mitja ona, una antena molt ben entesa i repetible que es pot construir fàcilment per a qualsevol freqüència. Se sap que el guany directiu d'un dipol de mitja ona respecte al radiador isòtrop és d'1,64 i es pot fer gairebé el 100% eficient. Com que el guany s'ha mesurat respecte a aquesta antena de referència, sovint es compara la diferència en el guany de l'antena de prova amb la del dipol. Per tant, el guany relatiu a un dipol es cita sovint i es denota utilitzant dBd en lloc de dBi per evitar confusions. Per tant, en termes del guany real (en relació amb un radiador isòtrop) G, aquesta xifra del guany ve donada per:
{\displaystyle G_{\text{dBd}}\approx 10\log _{10}\left({\frac {G}{1.64}}\right).}
Per exemple, l'antena anterior amb un guany G = 5 tindria un guany respecte a un dipol de 5/1,64 ≈ 3,05, o en decibels s'anomenaria 10. log(3,05) ≈ 4,84 dBd. En general:
{\displaystyle G_{\text{dBd}}\approx G_{\text{dBi}}-2.15\,{\text{dB}}}
Tant dBi com dBd són d'ús comú. Quan el guany màxim d'una antena s'especifica en decibels (per exemple, per un fabricant), cal estar segur de si això significa el guany relatiu a un radiador isòtrop o respecte a un dipol. Si especifica dBi o dBd, no hi ha ambigüitat, però si només s'especifica dB, s'ha de consultar la lletra petita. Qualsevol figura es pot convertir fàcilment en l'altra utilitzant la relació anterior.
Quan es considera el patró direccional d'una antena, el guany respecte a un dipol no implica una comparació del guany d'aquesta antena en cada direcció amb el guany d'un dipol en aquesta direcció. Més aviat, és una comparació entre el guany de l'antena en cada direcció i el guany màxim del dipol (1,64). Per tant, en qualsevol direcció, aquests nombres són 2,15 dB menor que el guany expressat en dBi.